# Buire
Buire település Franciaországban, Aisne megyében. Lakosainak száma 822 fő (2022. január 1.). Buire Éparcy, La Hérie, Hirson, Neuve-Maison és Origny-en-Thiérache községekkel határos.

## Népesség
A település népességének változása:
| Lakosok száma | 911  | 857  | 868  | 879  | 878  | 873  | 869  | 862  | 854  | 822  |
|               | 1968 | 1982 | 1990 | 2006 | 2013 | 2015 | 2017 | 2019 | 2020 | 2022 |